# Ocularia grisescens
Ocularia grisescens är en skalbaggsart som beskrevs av Stefan von Breuning 1940. Ocularia grisescens ingår i släktet Ocularia och familjen långhorningar. Inga underarter finns listade i Catalogue of Life.